# Ramón García de León y Pizarro
Ramón García de León y Pizarro, I marqués de la Casa de Pizarro (Orán, Reino de España; 1745-La Plata (hoy Sucre), Imperio español; 6 de diciembre de 1815), fue un noble, militar y administrador público español que, como presidente de la Real Audiencia de Charcas, gobernó la intendencia de Chuquisaca durante los últimos años del período colonial español en el Alto Perú. Fue además gobernador intendente de Salta del Tucumán, cargo con el que fundó la ciudad de San Ramón de la Nueva Orán, en el norte de la actual Argentina. En sus últimos años se desempeñó como gobernador de la provincia de Guayaquil en la costa del Ecuador.

## Sus orígenes, la carrera militar y administrativa

Escudo de Armas de Ramón García de León y Pizarro, I marqués de Casa Pizarro y I vizconde de la Nueva Orán.

Ramón García de León y Pizarro nació en la ciudad africana de Orán en la época en que formaba parte del Imperio español. Era descendiente de familia de militares y nobles de Grandes de España. Fue caballero de la Orden de Calatrava, marqués de Casa Pizarro y vizconde de la Nueva Orán. Continuó una dinastía de valores y principios nobles acorde con su educación, alcurnia y abolengo. A su vez, estuvo emparentado con el Ducado de Cádiz y el Condado de Arcos, por su antepasado Rodrigo Ponce de León, y con el ducado de Frías. Ramón García de León y Pizarro es uno de los genearcas de la familia argentina hoy apellidada García Yáñez de ascendencia patricia en Salta y Santiago del Estero.
Fueron sus padres José García de León y Francisca Pizarro Madrigal y Rivera Santamarina, y su sobrino José García de León y Pizarro, quien fue presidente de Quito entre 1778 y 1784. 
Se enroló en el ejército, con el cual hizo carrera en las guerras contra los musulmanes del norte de África. Además realizó mapas de varias costas del norte de África.
En el año 1771 llegó a América, donde prestó servicios en la guarnición de Cartagena de Indias y fue gobernador de Riohacha. Más tarde pasó a la gobernación de las misiones de Maynas, después de la expulsión de sus fundadores, los jesuitas. Fue también gobernador del territorio de Mompox, dedicado sobre todo a demarcar los límites con Portugal en la zona del río Marañón.
En 1779 fue nombrado gobernador de Guayaquil, destacándose por su gobierno eficaz  y por la modernización de las fortificaciones de ese puerto. Ostentó Capitanías Generales en las colonias españolas del Alto Perú y en su carrera militar dentro de la armada real española, llegó al grado de general de Ejército.

## Intendencia de Salta del Tucumán y fundación de Nueva Orán
En marzo de 1789 fue nombrado gobernador intendente de Salta del Tucumán, siendo el segundo en llegar a ese cargo, después de la división de la Gobernación del Tucumán. Juró su cargo en Buenos Aires, después de cruzar su provincia sin ejercer el cargo. De regreso, hizo una larga visita al interior de la región, por lo que recién asumió su cargo el 19 de diciembre de 1790.
Apenas llegado, hizo una visita a la frontera este de la intendencia, la más expuesta a los ataques de los indígenas del Chaco, especialmente por los wichís y por los guaraníes conocidos por los españoles como chiriguanos.
Entusiasmado con las posibilidades que, a su entender, ofrecía el Valle de Zenta –en que había existido una misión establecida por los franciscanos– decidió fundar allí una ciudad, especialmente con fines defensivos. A fines de agosto de 1794 fundó en ese valle la ciudad de San Ramón de la Nueva Orán; en un curioso doble homenaje a sí mismo, le puso su nombre y el de su ciudad natal – aunque el paisaje selvático de la Nueva Orán no se pareciera en nada a la costa mediterránea de la vieja. Llevó consigo a 150 familias para fundar el asentamiento. La nueva población estaba integrada por 800 habitantes, resultantes de los ciento cincuenta padres de familia — con hijos y domésticos — que solicitaron establecerse en ella, y el ganado introducido en las vírgenes estancias del Valle del Zenta; se contaron con 45 mil cabezas de todas clases. En este mismo día, además, se hizo cargo de la parroquia el padre Sebastián Cuenca O.F.M. provisoriamente hasta que el obispo enviara el párroco titular. Fray Cuenca pertenecía al Colegio Franciscano de Tarija, y puso en funciones el cabildo de la nueva ciudad y la parroquia mayor. Orán fue la última ciudad oficialmente fundada en la actual Argentina antes de la Independencia, y la única – de las que aún existían en 1810 – que no llegó a ser capital de provincia.
En 1794 trasladó la Catedral de Salta al templo que había sido de los jesuitas. Tuvo una actuación muy buena como gobernante, y se le asignó el grado de mariscal.

## Intendencia de Charcas
En octubre de 1796 fue nombrado gobernador de la provincia altoperuana de Charcas, cargo que incluía la presidencia de la Audiencia de esa ciudad. Asumió el cargo en octubre del año siguiente.
Comenzó su gobierno sin mucho brillo, sobre todo porque no tenía experiencia en las cuestiones de la Audiencia. Tuvo varios choques con el cabildo de la ciudad, con la Audiencia, con la Universidad y con el Arzobispo Moxó, que a su vez estaban enfrentados entre sí. En medio de los conflictos perpetuos entre autoridades que eran norma en la Colonia, tomó el partido del arzobispo y se enemistó con los demás. Dada su edad avanzada, dejó los asuntos administrativos en manos de sus colaboradores, aunque su gobierno fue considerado generalmente como positivo.
En 1806, al producirse las Invasiones Inglesas, organizó fuerzas militares para unirse a las del virrey Rafael de Sobremonte, pero no llegaron a combatir.

## La Revolución de Chuquisaca
A fines de 1808 recibió al general José Manuel de Goyeneche, enviado especial de la Junta Suprema de Sevilla – que, en realidad, representaba solamente a esa ciudad. Traía noticias del alzamiento español contra los franceses y pidió ayuda. Pero, en su camino, había entrado en contacto con los partidarios de la coronación de la princesa Carlota Joaquina de Borbón, hermana del rey y esposa del regente y heredero de Portugal. El gobernador y el arzobispo lo recibieron amablemente, pero la Audiencia lo acusó de estar conspirando con los portugueses para anexar el Virreinato del Río de la Plata –incluido el Alto Perú – al imperio portugués. De modo que el enviado, tras varias semanas de discusiones, tuvo que huir al Perú.
Pero la noticia y las actividades de Goyeneche hicieron que la opinión pública se alarmara, y rápidamente se formaron partidos, entre ellos algunos partidarios de formar una junta de gobierno, e incluso de la independencia.
Uno de los jefes menos moderados de los partidos que querían reemplazar al gobernador era el abogado Jaime Zudáñez, al que García de León y Pizarro hizo arrestar. La madrugada del 25 de mayo de 1809, un movimiento armado lo quiso poner en libertad, iniciando algo que llegó mucho más lejos de lo que sus promotores creían. En una espiral de amenazas y hechos, Zudáñez salió en libertad, y el gobernador fue obligado a delegar el mando en una Junta de Gobierno. García de León y Pizarro fue confinado al convento de San Felipe, mientras el gobierno pasaba a la Audiencia y se formaban milicias para defender la nueva situación.
A principios de 1810 llegó a Chuquisaca la expedición enviada contra los revolucionarios por el virrey Baltasar Hidalgo de Cisneros, dirigida por el brigadier Vicente Nieto. Las escasas fuerzas reunidas para hacerle frente se dispersaron sin siquiera intentar resistir, y García de León y Pizarro reasumió el gobierno. A diferencia de lo sucedido en La Paz, en que los dirigentes fueron ajusticiados, en Chuquisaca solo fueron condenados a prisión y destierro.

## Últimos años
A los pocos meses fue reemplazado por Francisco de Paula Sanz. Pasó sus últimos años en Chuquisaca, retirado de toda actividad, aunque otras versiones suponen que residía en Orán. Al estallar la Revolución de Mayo, se dice que previó que la caída del régimen colonial era irreversible, y anunció que: 

"Con un Pizarro comenzó la dominación española, y con un Pizarro comenzó también la Independencia”

Poco antes de su muerte, Ramón García de León y Pizarro, fue nombrado por el rey como caballero gran cruz de la Orden de Isabel la Católica. Entre sus títulos nobiliarios, el rey también otorgó al marqués de Casa Pizarro el título previo de vizconde de la Nueva-Orán, por su hidalguía y señorío. Sin embargo, los sucesivos avances patriotas no consideraron importante a este anciano, que ya por su avanzada edad estaba retirado casi perpetuamente en su casa o en el convento de San Felipe.
Falleció en Chuquisaca el 6 de diciembre de 1815. Desde pocos días antes se sabía en la ciudad de la definitiva derrota argentina en la batalla de Sipe Sipe.

## Familia y descendencia
Estaba casado con Mariana de Zaldúa y Ruiz de la Torre, perteneciente a una antigua familia española con ascendencia en el señorío de Villardompardo, desde la época de Enrique III de Castilla y el condado de Villardompardo, desde Felipe II de Austria, con la cual tuvo tres hijos, de los cuales solo dos vivieron y dieron descendencia en España y América:
- Una de las descendencias en América fue dada por uno de sus hijos, José García de León y Pizarro Zaldúa, quién hizo carrera de las armas en el Ejército Realista, llegando a Primer Teniente del Batallón de Voluntarios de Castilla en 1798, Teniente del Regimiento Fijo de Buenos Aires en 1799 y murió como Coronel del Regimiento de Granaderos de San Martín inmediatamente después de la Batalla de Tanizahua. Por la viudez que tuvo, contrajo matrimonio 2 veces, una con Mercedes María Ávila y Mogrovejo, quiteña, con quien tuvo hijos, que según se dice algunos murieron siendo infantes por enfermedad. El único hijo que vivió y dio descendencia fue Rafael García y Ávila, quien a su vez se casó en Quito con la heredera más rica de esa ciudad, Mercedes Carrión y de la Barrera, descendiente por línea directa de Álvaro de Carrión, hidalgo español. A partir de aquí, continuó su descendencia en Quito la rama troncal de la familia García y Carrión, que llega hasta nuestros días en esa misma ciudad.
- La descendencia que se continuó en Europa, España, fue la de su otro hijo Rafael García de León y Pizarro Zaldúa, su primogénito quién heredó el título de Marqués de Casa Pizarro, por ser la primera línea sucesoria de su padre y quién obtuviera a su vez el título de caballero de la Orden de Santiago. Este fue el que contrajo matrimonio con María Ramona March y Odoyle, de antigua prosapia madrileña y quién fuera camarista de la reina, la cual sucedió a este, muriendo muchos años después y de la cual se desprende la rama que vive en España y conserva el título del antiguo marquesado de Casa Pizarro hasta nuestros días.

A su vez, José García de León y Pizarro Zaldúa contrajo matrimonio con María Micaela de Frías Ponce de León, hija de Francisco Frías y de Josefa Ponce de León, ambas familias de antiguo linaje español, el cual tuvieron a su única hija mujer, María Dolores García de León y Pizarro Frías. Esta contrajo matrimonio con Manuel Valenzuela Viñal y Cisneros, quién fuera Ministro de la Junta General de Comercio Moneda y Minas del rey de España. Su otro hijo fue varón, Domingo García de León y Pizarro Frías, que vivió en el Viejo Continente, y a su regreso — en los tiempo postreros de su abuelo — se radicó un tiempo en Salta, Argentina. Domingo supo seguir con las tradiciones que transmitió la nobleza del Marqués de Casa Pizarro y el delegado título de caballero de la Orden de Calatrava que ostentara su abuelo Ramón y la hidalguía de su padre, José. Domingo tuvo a su vez un único hijo con María Álvarez de Toledo y Pimentel, que fue su descendiente, Domingo O. García de León y Pizarro, que a su vez contrajo matrimonio con una matrona criolla del norte, de antigua estirpe santiagueña de caudillos y hacendados, Ercilia Luna Taboada de Paz y Figueroa, con la cual tuvo varios hijos. De esta rama troncal, García de León y Pizarro y Luna Taboada, se desprende la rama directa que llega a nuestros días en sus descendientes, la familia García Yáñez. 
Rafael García de León y Pizarro Zaldúa, su único hijo con vida -primogénito-, ya que su hermano José había muerto muchos años antes como un héroe militar de la independencia del Perú, fue quién llegó de España pocos días después de la muerte de Ramón García de León y Pizarro, para poder despedirse y darle un honroso sepelio a su padre. A su vez, Rafael ya como II Marqués de Casa Pizarro, intentó reclamar los bienes de su padre Ramón, en la Nueva Orán, pero los mismos fueron solo una estéril solicitud frente a una América sumida en una revolución. 
| Predecesor: Ramón de Carvajal | Gobernador de Guayaquil 1779-1789                    | Sucesor: José de Aguirre e Irrisari |
| Predecesor: Andrés de Mestre  | Gobernador intendente de Salta del Tucumán 1791-1797 | Sucesor: Tadeo Dávila               |